# 올인원 컴퓨터

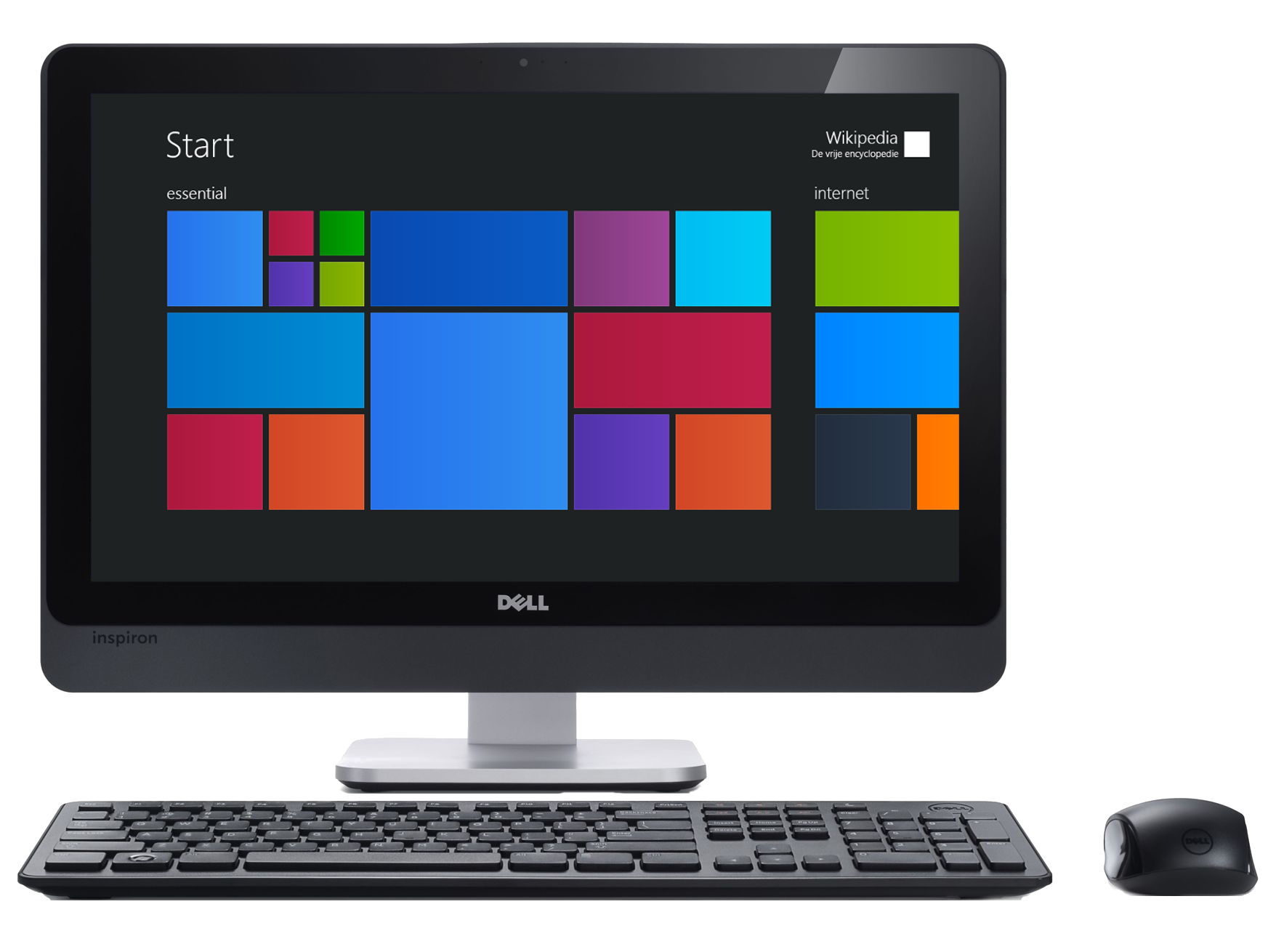
2012년 출시된 올인원 PC 델 인스피론 원 23 터치

올인원 컴퓨터(All-in-one computer, AIO 또는 올인원 PC)는 CPU, 모니터, 스피커 등 컴퓨터 부품을 단일 장치에 통합한 컴퓨터 유형이다. 컴퓨터 타워 기반의 데스크톱 컴퓨터보다 차지하는 공간이 적고 케이블도 더 적게 사용한다.

## 장단점
다른 폼 팩터에 비해 올인원 컴퓨터의 장점으로는 설정이 더 쉽고, 물리적 설치 공간이 줄어들고, 운반이 용이하며, 터치스크린(현재 모든 컴퓨터에서 일반적으로 사용되는 고정 장치)을 통해 컴퓨터와 인터페이스할 수 있는 옵션 등이 있다. 몇 가지 단점으로는 일반적으로 데스크톱 컴퓨터보다 비싸고, 사용자 정의 기능이 부족하며, 특히 2010년대 후반 컴퓨터에서는 RAM 및 SSD와 같은 내부 하드웨어의 대부분이 시스템 보드에 납땜되어 있으며, 업그레이드 경로가 부족하다는 점 등이 있다. CPU, RAM, 디스플레이 기술, 수리 난이도 때문이다. 이러한 설계로 인해 과열이 발생하고 모든 구성 요소가 서로 가깝게 배치되어 공기 흐름이 최소화된다. 더 강력한 프로세서와 그래픽 카드를 사용하면 과열이 발생하여 비효율성이 발생한다.

## 같이 보기
- 인터넷 가전
- 랩톱
- 휴대용 컴퓨터
- 데스크톱 컴퓨터